# Edward J. Roye

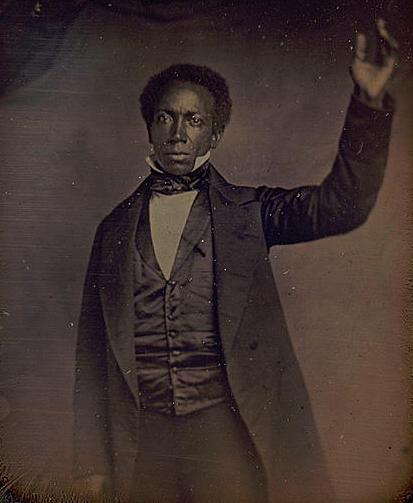
Edward J. Roye

Edward James Roye (* 3. Februar 1815 in Newark, Ohio; † 12. Februar 1872 in Monrovia, Liberia) war ein amerikanisch-liberianischer Politiker und von 1870 bis 1871 der fünfte Präsident von Liberia.
Roye wurde in einer wohlhabenden Familie in Newark (Ohio) geboren. Er wanderte 1846 nach Liberia aus und wurde Händler. Roye stieg 1849 in die Politik ein und wurde 1870 mitten in einer Staatshaushaltskrise Präsident. Im Jahr 1871 wurde er gestürzt und von seinem Vizepräsidenten James Skivring Smith abgelöst.
Er wurde wegen Unregelmäßigkeiten bei der Emission von Staatsschuldpapieren vor Gericht gestellt, konnte jedoch fliehen. Es wird angenommen, dass er am 12. Februar 1872 ertrank, als er versuchte an Bord eines englischen Schiffes im Hafen von Monrovia zu gelangen. Möglicherweise starb er auch an den Folgen ihm nach einem Fluchtversuch zugefügter Verletzungen oder wurde ertränkt.
Das in den 1970er Jahren errichtete Edward J. Roye Building in Monrovia war ein Regierungsgebäude und wurde nach ihm benannt. 